# Triel-sur-Seine
Pour les articles homonymes, voir Triel.
 Triel-sur-Seine est une commune française du département des Yvelines en région Île-de-France, au nord-ouest de Paris à environ 35 kilomètres, et à 12 km environ de Saint-Germain-en-Laye, en bordure de la Seine.
Ses habitants sont appelés les Triellois.

## Géographie

Localisation de Triel-sur-Seine dans les Yvelines.

### Situation
Triel-sur-Seine est une commune riveraine de la Seine, située principalement sur la rive droite du fleuve, adossée aux hauteurs de l'Hautil, dans le nord du département des Yvelines, à la limite du Val-d'Oise, à 12 km environ au nord-ouest de Saint-Germain-en-laye, sous-préfecture, à 25 km environ au nord-ouest de Versailles, préfecture du département, à 36 kilomètres au nord-ouest de la porte d'Auteuil et à 40 kilomètres au nord-ouest de la cathédrale Notre-Dame de Paris, point zéro des routes de France.
Le territoire communal englobe une île de la Seine, l'île d'Hernière, ainsi que la pointe nord de l'île du Platais.
L'intersection du 49e parallèle nord et du 2e méridien à l'est de Greenwich se trouve sur le territoire de la commune (voir aussi le Degree Confluence Project).

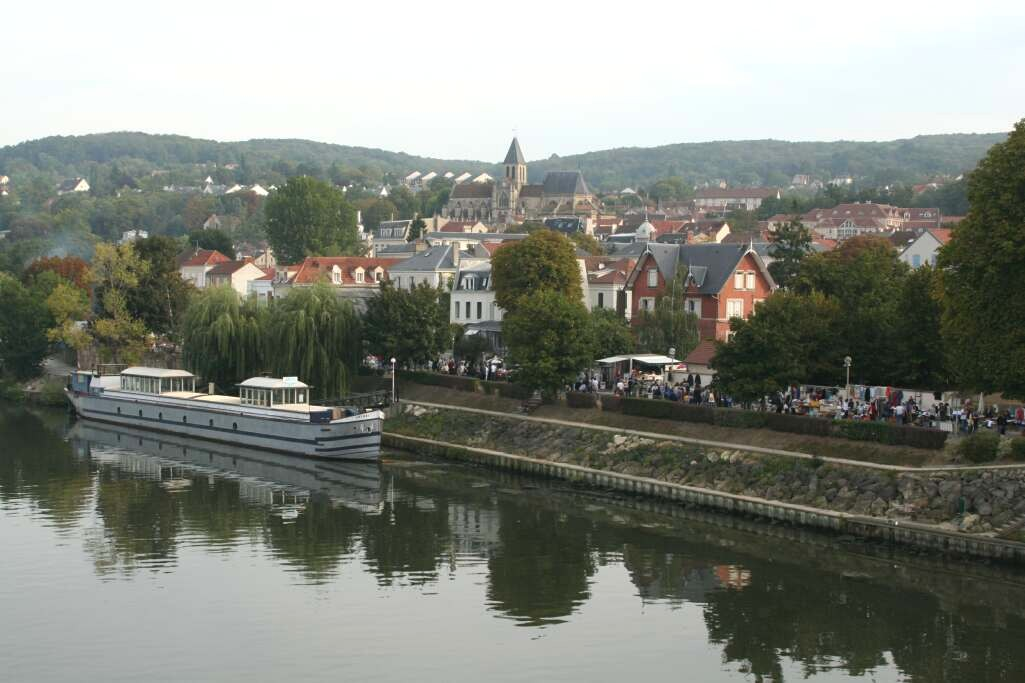
Vue générale.

### Communes limitrophes
Les communes limitrophes sont, sur la rive droite, Jouy-le-Moutier (commune appartenant au département du Val-d'Oise), Maurecourt au nord-est, Chanteloup-les-Vignes à l'est, Carrières-sous-Poissy au sud-est et Vaux-sur-Seine au nord-ouest. Sur son étroite frange territoriale de la rive gauche, la commune est limitrophe de Verneuil-sur-Seine, Vernouillet vers l'ouest et Médan et Villennes-sur-Seine vers le sud-ouest.

### Utilisation du territoire
| Type d'occupation           | Pourcentage | Superficie (en hectares) |
| --------------------------- | ----------- | ------------------------ |
| Espace urbain construit     | 24,3 %      | 334,74                   |
| Espace urbain non construit | 6,7 %       | 91,65                    |
| Espace rural                | 69,0 %      | 950,63                   |
| Source : Iaurif             |             |                          |

Le territoire communal est majoritairement rural (à 69 %), l'espace urbain construit occupant 334,7 hectares, soit 24,3 % du territoire total.
L'espace rural est consacré principalement à la forêt qui occupe 412,6 hectares, soit 30 % de la superficie totale de la commune, pour l'essentiel dans la partie nord de la commune (butte de l'Hautil). L'agriculture occupe 166 hectares, soit 12 % du total, dans la partie sud-est de la commune ; elle est représentée surtout par la grande culture (céréales, colza). Le reste de l'espace rural se répartit entre les surfaces en eau (la Seine) sur 141,3 hectares, et les friches sur 23,8 hectares, soit respectivement 10,3 et 16,8 % de la superficie totale de la commune.
L'habitat occupe 265,2 hectares, soit 19,3 % de la superficie totale de la commune. Il est constitué majoritairement d'habitations individuelles qui occupent 252 hectares contre 13 pour l'habitat collectif. Les surfaces consacrées aux activités économiques et aux chantiers représentent 21,85 ha, soit 2,3 % seulement du territoire.
Les zones urbanisées se regroupent d'une part autour du centre ancien qui s'est étendu le long de la route départementale D 190, englobant les anciens écarts de Cheverchemont vers le nord et de Pissefontaine vers l'est, et d'autre part dans le hameau de l'Hautil, dans le nord du territoire communal le long de la route départementale D 22.
Dans l'espace urbain ouvert, qui couvre 91,7 hectares, sont compris les parcs et jardins pour 67,8 hectares, les terrains de sport pour 7,3 hectares et des terrains vacants pour 12,5 hectares.

### Voies de communication et transports

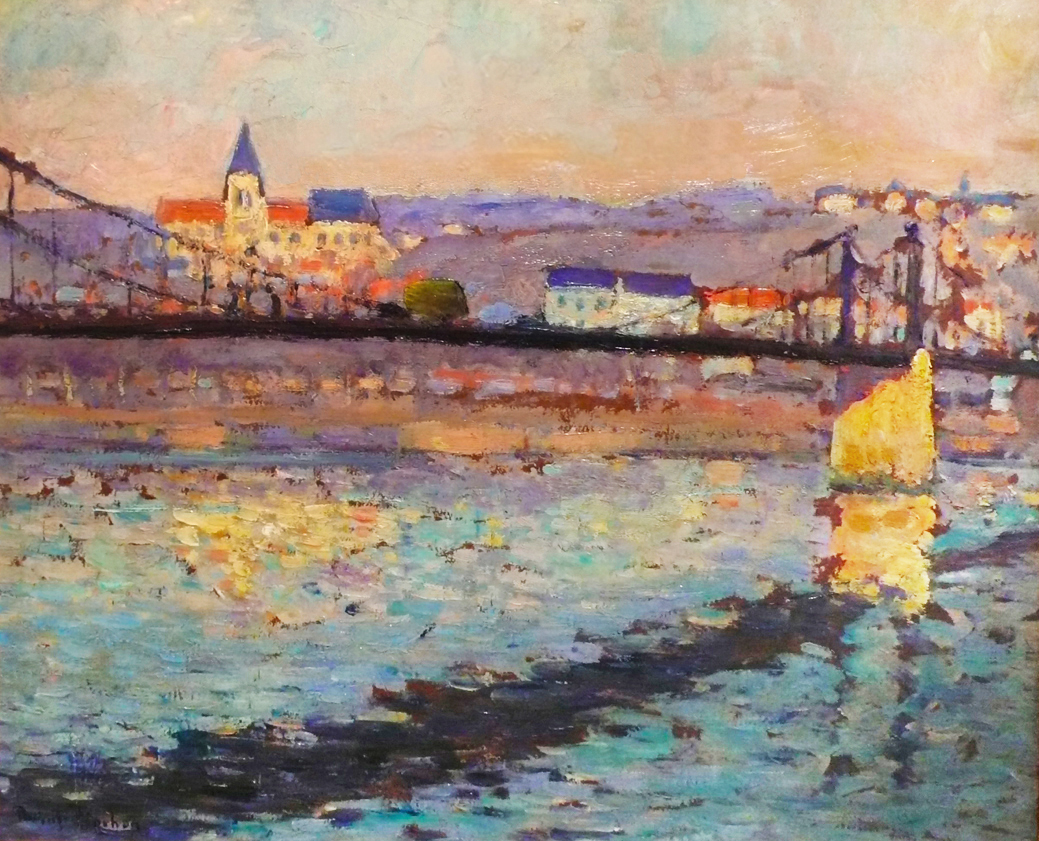
Robert Antoine Pinchon, 1904, Triel sur Seine, le pont du chemin de fer, huile sur toile, 46 x 55 cm.

La commune est traversée par un sentier de grande randonnée, le GR1, qui relie Vaux-sur-Seine au nord ouest à Vernouillet au sud.

#### Infrastructures
L'axe routier principal qui dessert la commune est la route départementale D 190, ex route nationale, qui traverse le centre-ville et relie le Pecq à Limay par la rive droite de la Seine. La route départementale D 22 traverse la partie nord-est de la commune, reliant Puiseux-Pontoise à Carrières-sous-Poissy.
Deux ponts routiers traversent la Seine, le plus ancien est le pont suspendu de Triel qui relie Triel à Vernouillet.
Dans le Sud de la commune, un viaduc à deux fois deux voies, traversant l'île d'Hernières, inauguré le 11 septembre 2003, s'inscrit dans une rocade reliant les axes routiers de la rive droite et de la rive gauche de la Seine.
Sur le plan ferroviaire, la commune est traversée par la ligne de Paris-Saint-Lazare à Mantes-Station par Conflans-Sainte-Honorine. Il s'agit d'une ligne de banlieue à double voie électrifiée, qui dessert la gare de Triel-sur-Seine.
Deux lignes à haute tension du réseau RTE traversent la partie sud de la commune dans le sens ouest-est.

#### Transports en commun
- La ville est desservie par la gare de Triel-sur-Seine, sur la ligne  . La ligne effectue les liaisons entre les gares de Paris-Saint-Lazare, de Conflans-Fin-d'Oise (correspondance avec les lignes   et  ) et de Mantes-la-Jolie. Elle est située sur la ligne de Paris-Saint-Lazare à Mantes-Station par Conflans-Sainte-Honorine.
- La ville est également desservie par les lignes de bus du réseau de bus de Poissy - Les Mureaux. Il s'agit des lignes régulières : 10 (Poissy <> Triel), 41 (Verneuil-sur-Seine <> Cergy) 42 (Meulan-en-Yvelines <> Saint-Germain-en-Laye via Poissy).
- D'autres lignes régulières desservant Triel du réseau de bus de Poissy - Les Mureaux sont à vocations scolaires. Il s'agit des lignes : 53 (Triel <> Poissy), 64 (desserte du collège des Châtelaines, 65 (Meulan-en-Yvelines<> Poissy), 66 (Triel <> Verneuil-sur-Seine), 72 (Verneuil-sur-Seine <> Conflans-Sainte-Honorine) et 76abc (Verneuil-sur-Seine <> Menucourt).
- La nuit, la ligne Noctilien N151 dessert Triel-sur-Seine. Cette ligne nocturne relie Paris-Saint-Lazare à Mantes-la-Jolie.

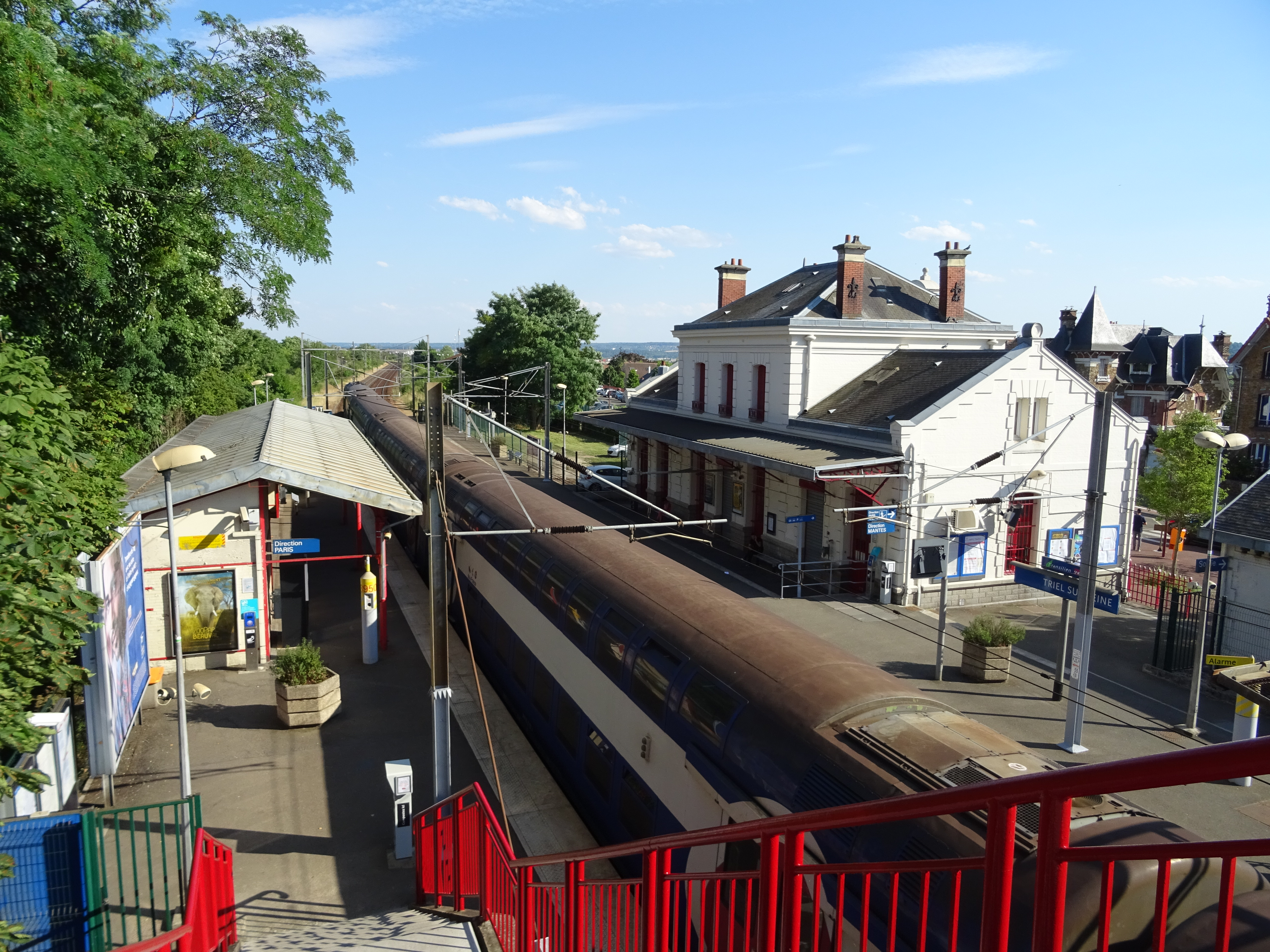
La gare de Triel-sur-Seine.
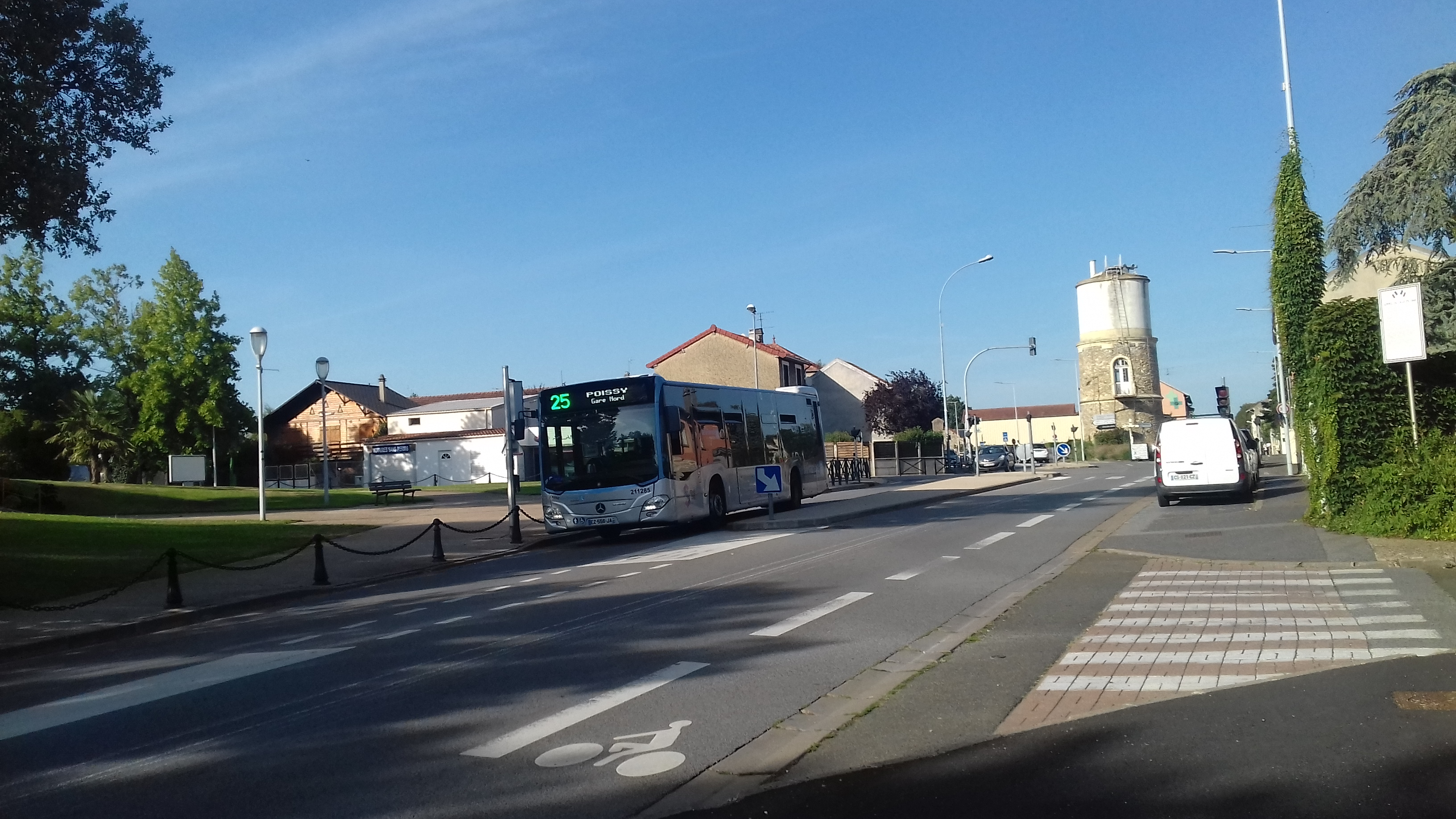
L'ancienne ligne 25 du réseau de bus de Poissy - Les Mureaux vue ici à Carrières sous Poissy.
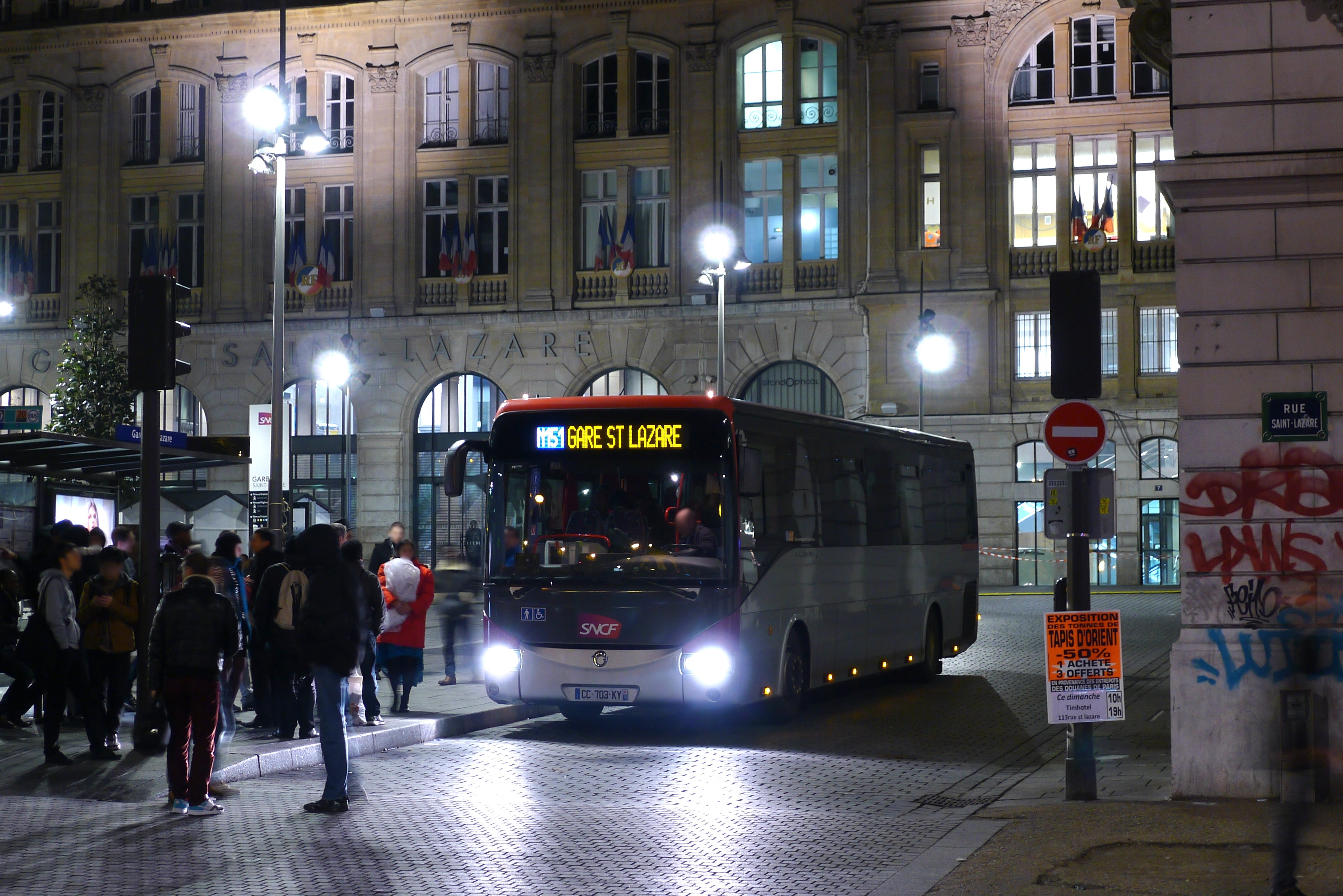
Noctilien N151 en gare de Paris-Saint-Lazare.

## Toponymie
Le nom de la localité est attesté sous les formes Treola début du IXe siècle[réf. incomplète], Troieul en 1093, Trel en 1173, Trieut en 1314, Triellum puis Triel-bourg au Moyen Âge.
Albert Dauzat, qui ne cite pas de forme ancienne, rattache Triel aux toponymes du type Treix (Haute-Marne, Trie 1198), Trie (Oise, Tria villa 1337), Trilport (Seine-et-Marne, Tria portus, 1221) qui remontent au francique thresk « jachère » comme Tresques (Gard, Trescas 1060), forme occitane. Le vieux bas francique *thresk est un déverbal de *threskan ( > moyen néerlandais derschen) « battre (céréales, foin) » qui a donné l'ancien français trescher, treschier « danser », c'est-à-dire à l'origine « battre le grain » → « battre le sol ». Triel serait un dérivé, ancien *Tri(sc), avec adjonction d'un suffixe -el.
Avant sa canalisation au  milieu du XIXe, la Seine est restée le fleuve sauvage qui partage la commune de Triel en deux territoires d’inégales surfaces. Plusieurs îlots émergent dans  cette partie du cours d’eau. Au début du XVIe, ils sont encore plus nombreux. Avec le temps certains ont été comblés par les alluvions. Un bras de la Seine devait être franchi par un gué pour accéder à l’embarcadère du  « barque  de  Triel ». Prenant naissance en amont à la hauteur de l’île de Platais, ce  ruisseau près de la Seine ne dépassait pas l’île moyenne. Cette ancienne rivière portait des noms divers, « Noue du Moteau, Noue de l’île moyenne... ».

## Héraldique
| Armes de Triel-sur-Seine. | Les armes de Triel-sur-Seine se blasonnent ainsi : d'azur au chevron d'or, accompagné de trois fleurs de lys du même et soutenu d'ondes d'argent mouvant de la pointe, au chef cousu de gueules chargé d'une mitre d'argent accostée de deux grappes de raisin tigées et feuillées d'or. |

## Histoire

Triel-sur-Seine en haut à droite sur une affiche publicitaire des Chemins de fer de l'Ouest en 1893, peu après l'ouverture, en 1892, de la ligne Mantes via Conflans.

Selon Gautier de Coutances, les habitants du bord de la Seine, Conflans, Andrésy, Triel, Vaux, Meulan, Mantes, la Roche-Guyon, etc. aurait été évangélisés par saint Nicaise, disciple de saint Denis. Ces faits prouverait que Triel, Triellum en latin puis Trel en langue romane existait dans la haute Antiquité.
Lors de la construction de la voie et de la gare, on a découvert un cimetière mérovingien, avec des squelettes encore parés de leurs bijoux.
Une voie, sans doute d'origine gauloise, suivait le bord de la Seine et reliait les provinces maritimes du Nord-Ouest à la capitale des Parisii. De Rouen, elle allait à Évreux puis gagnait la Seine et par la rive gauche passait par Mantes, Meulan et passant sur la rive droite, elle traversait Vaux, et Triel puis Poissy et Saint-Germain.
À l'époque carolingienne, Triel fait partie du comté de Meulan qui bordait les deux rives de la Seine de Poissy à Vernon et eut à souffrir des nombreuses invasions normandes.
En 1097, le roi de France, Louis VI le Gros, marche contre le roi d'Angleterre, Guillaume le Roux, qui s'est emparé de la forteresse de Gisors et ravage le comté de Meulan.
Triel est cité en 1221 dans une charte de Philippe Auguste lui octroyant le statut de ville affranchie[réf. nécessaire].
Du 10 août au 16 août 1346, lors de la chevauchée d'Édouard III, alors que les troupes anglaises mettent à sac Poissy et Saint-Germain-en-Laye, les troupes du roi de France se trouvent en position dans la plaine de Triel. L'armée anglaise feignant d'abandonner Poissy et de marcher sur Tours, l'armée française se mit à sa poursuite en se dirigeant vers Antony. Ayant rétabli le pont de Poissy, les Anglais traversèrent la Seine, et passant par Carrières-sous-Poissy et Triel qu'ils pillèrent et brûlèrent, ils se répandirent et ravagèrent le Vexin.
En 1636, durant la guerre de Trente Ans, les troupes croates et hongroises envahissent le Nord de la France. Par lettre de cachet du roi, le gouverneur de Meulan, de la Chesnaye, somma la population des 38 paroisses de la campagne voisine, dont Triel, de venir travailler aux fortifications et à servir à garder la ville.
Aux XVe et XVIe siècles, les seigneurs de Triel sont la famille de Coquerel puis au XVIIe siècle la seigneurie passe aux mains de la famille Brûlart.
Florimond Ier de Brûlart, marquis de Genlis, seigneur de Triel et lieutenant des gendarmes d'Orléans, y habita sous Louis XIII et Louis XIV.
- Florimond Ier de Brûlart de Genlis, décéda en 1685, en Picardie à l'âge de 83 ans avec pour enfants :
  - Florimond II Brûlart de Genlis, marquis, maitre de camp d'un régiment de cavalerie, qui après avoir servi pendant plusieurs campagnes, tomba malade lors du siège de Sainte-Menehould et mourut à Châlons-en-Champagne en 1653 ;
  - Charles III Brûlart de Genlis, abbé de Joyenval, archevêque d'Embrun en 1668, mort en 1714 ;
  - Claude Brûlart, colonel du régiment d'Artois, mort à Paris en 1673 ;
  - François Brûlart, colonel du régiment de la Couronne ;
  - Michel Brûlart, également colonel d'un régiment d'infanterie, tué à l'attaque d'un fort près de Saint-Omer en 1677 ;
  - Hardouin Brûlart, chevalier de Malte, maréchal de camp des armées du roi, gouverneur de Girone mort en 1699.

Alors en exil en France, Jacques II d'Angleterre, avait un pied-à-terre à Triel.
Triel était sous l'Ancien Régime un relais pour les diligences sur la route Caen-Paris.
Au XVIIIe siècle, le domaine de Triel est donné par la couronne à Jacques Brissart seigneur de Triel, Chanteloup, Évecquemont et Thun, puis à Jean-Simon Brissart abbé commendataire de l'abbaye royale de Saint-Martin de Nevers, maître des requêtes de la reine, mort à Paris le 15 septembre 1750.
En 1748, les Brissart abandonnent un terrain pour établir un nouveau cimetière et supprimer celui situé autour de l'église. L'année suivante, le cimetière est transféré et l'ancien cimetière devient une place publique qui sera plantée de tilleuls en 1821.
Le domaine de Triel passe ensuite en possession de la princesse de Conti, petite-fille du régent, veuve de Louis-François Conti.
À cette époque, outre le domaine royal d'autres petits fiefs situés sur le territoire :
- le fief de Bois-Roger, situé au-dessus de Cheverchemont, et qui était composé d'un hameau, le hameau de Bois-Roger où il y avait un château[9] (détruit en 1793), qui appartenait au chevalier Nicolas Guérout de Bois-Roger, capitaine des grenadiers du régiment de Paris, chevalier de l'ordre royal et militaire de Saint-Louis et syndic de Triel ;
- le fief de Léchenet, situé en arrivant sur le plateau de l'Hautil, qui appartenait depuis le XIIe siècle au prieuré des Deux-Amants ;
- le fief des Petits-Grésillons, situé dans la plaine entre Triel et Poissy, de 24 arpents, appartenant à Gilbert Voisins ;
- le fief des Grands-Grésillons, également situé dans la plaine entre Triel et Poissy, de 114 arpents, appartenant au monastère Saint-Bernard de Paris.

À la fin du XVIIIe siècle, la maison du conseiller du roi Louis Parnajon, située à Pissefontaine devient un lieu de rendez-vous. Là, se rencontraient fréquemment Treilhard, un des rédacteurs du Code civil français, le conventionnel Camus, Tronchet qui accepta de participer à la défense de Louis XVI, lors de son procès devant la Convention nationale, en décembre 1792 et janvier 1793, ce qui lui valut d'ailleurs quelques ennuis et le contraignit à entrer quelque temps dans la clandestinité, l'écrivain, philosophe et encyclopédiste Diderot, le moraliste Chamfort, le médecin Cabanis, le romancier Trébillon fils, le sculpteur Houdon, ainsi que les peintres Joseph-Marie Vien, Carle Vernet, Jacques-Louis David, le compositeur Jean-François Lesueur, les acteurs et tragédiens Lekain, qui habitait Vaux, Mademoiselle Clairon, Talma, etc..
Jusqu'à la Révolution la paroisse Saint-Martin de Triel comprenait alors Triel, Pissefontaine, Chanteloup, dont l'église construite au XVe siècle est reconstruite en 1515 et Carrières qui ne fut dotée d'une église qu'au XVIIe siècle était à la collation de l'abbé de Fécamp. Chacune de ces quatre communautés avait sa collecte particulière. Chanteloup et Carrières étaient des annexes de Triel, sous la direction du seul curé de cette paroisse. Chanteloup avait dans sa collecte le hameau de Denouval et Carrières le prieuré de Saint-Blaise qui appartenait à l'abbaye de Marcheroux.
En 1791, Chanteloup et Carrières sont séparées de la paroisse de Triel et érigées en communes, tandis que Pissefontaine était intégrée à Triel.
Triel est occupée par les troupes prussiennes à partir du 18 septembre 1870, lors du siège de Paris, durant la guerre franco-prussienne. Le 24 septembre, un pont établi par les envahisseurs à Triel-sur-Seine cède sous le poids des pièces de gros calibre qui y étaient engagées, entraînant par le fond trois canons.
Triel devient la résidence d'Octave Mirbeau et de Paul Fort. Le site inspira les peintres Loiseau, Marquet, Dunoyer de Segonzac.
- Exploitation de gypse dans les coteaux de l'Hautil, de la fin du XVIIIe au milieu du XXe siècle.
- Village viticole jusqu'à la fin du XIXe siècle, qui produisait un petit vin connu sous le nom de « Piccolo » à partir de cépage Gamay. Le phylloxéra ruina définitivement ce vignoble. Des pampres de vigne figurent dans le blason de la ville.
- Résidence de Perette Dufour, nourrice du futur Louis XIV.

## Politique et administration

### Rattachements administratifs et électoraux
Rattachements administratifs
Antérieurement à la loi du 10 juillet 1964, la commune faisait partie du département de Seine-et-Oise. La réorganisation de la région parisienne en 1964 fit que la commune appartient désormais au département des Yvelines et à son arrondissement de Saint-Germain-en-Laye après un transfert administratif effectif au 1er janvier 1968.
L’organisation juridictionnelle rattache les justiciables de Triel au Tribunal judiciaire de Versailles et au tribunal administratif de Versailles, tous rattachés à la Cour d'appel de Versailles.
Rattachements électoraux
Pour les élections départementales, la commune fait partie depuis 2014 du canton de Verneuil-sur-Seine
Pour l'élection des députés, elle fait partie de la septième circonscription des Yvelines.

### Administration municipale
Le conseil municipal est formé de neuf maires adjoints et de vingt-trois conseillers municipaux.

### Tendances politiques et résultats
Élections présidentielles
Résultats des deuxièmes tours :
- Élection présidentielle de 2012[13] : 58,80 % pour Nicolas Sarkozy (UMP), 41,20 % pour François Hollande (PS). Le taux de participation était de 82,98 %.
- Élection présidentielle de 2017[14] : 72,94 % pour Emmanuel Macron (REM), 27,06 % pour Marine Le Pen (FN). Le taux de participation était de 75,87 %.
- Élection présidentielle de 2022[15] : 69,95 % pour Emmanuel Macron (LREM), 30,05 % pour Marine Le Pen (RN). Le taux de participation était de 74,38 %.

Élections législatives
Résultats des deuxièmes tours :
- Élections législatives de 2012[16] : 59,28 % pour Arnaud Richard (PRV), 40,72 % pour Estelle Rodes (PS). Le taux de participation était de 56,46 %.
- Élections législatives de 2017[17] : 52,50 % pour Michèle de Vaucouleurs (MoDem), 47,50 % pour Arnaud Richard (UDI). Le taux de participation était de 42,52 %.
- Élections législatives de 2022[18] : 61,67 % pour Nadia Hai (Ensemble), 38,33 % pour Michèle Christophoul (NUPES). Le taux de participation était de 48,42 %.

Élections européennes
Résultats des deux meilleurs scores :
- Élections européennes de 2014[19] : 22,98 % pour Alain Lamassoure (UMP), 18,74 % pour Aymeric Chauprade (FN). Le taux de participation était de 45,22 %.
- Élections européennes de 2019[20] : 29,57 % pour Nathalie Loiseau (LREM), 16,09 % pour Jordan Bardella (RN). Le taux de participation était de 51,90 %.

Élections régionales
Résultats des deux meilleurs scores :
- Élections régionales de 2015[21] : 49,91 % pour Valérie Pécresse (UMP), 31,88 % pour Claude Bartolone (PS). Le taux de participation était de 55,29 %.
- Élections régionales de 2021[22] : 53,09 % pour Valérie Pécresse (Union de la droite), 23,67 % pour Julien Bayou (Union de la gauche). Le taux de participation était de 36,18 %.

Élections départementales
Résultats des deux meilleurs scores :
- Élections départementales de 2015[23] : 69,68 % pour Hélène Brioix-Feuchet et Jean-François Raynal (UMP), 30,32 % pour Jean-Luc Gallais et Chantal Thibaut (FN). Le taux de participation était de 43,17 %.
- Élections départementales de 2021[24] : 84,06 % pour Cédric Aoun et Marie-Hélène Lopez-Jollivet (SE), 15,94 % pour Fabienne Devèze et Jean-François Raynal (DVD). Le taux de participation était de 36,45 %.

Élections municipales
Résultats des deuxièmes tours ou du premier tour si dépassement de 50 % :
- Élections municipales de 2020[25] : 47,52 % pour Cédric Aoun (SE), 35,64 % pour Sophie Kerignard et 16,83 % pour Jonas Maury. Le taux de participation était de 43,80 %.

### Liste des maires
| Période                                  | Période               | Identité               | Étiquette    | Qualité                                                                                                 |
| ---------------------------------------- | --------------------- | ---------------------- | ------------ | --- |
| 1790                                     | 1794                  | Denis Fortier          |              | 1790 : la première mairie est installée dans l'auditoire royal, 144 avenue Paul-Doumer                  |
| 1792                                     | 1794                  | Louis Blouin           |              | |
| 1794                                     | 1800                  | Antoine Baillou        |              | |
| 1800                                     | 1808                  | Roch Armerie           |              | |
| 1808                                     | 1813                  | Nicolas Lenoir         |              | |
| 1813                                     | 1826                  | Joseph Donat           |              | |
| 1826                                     | 1829                  | Charles Chevalot       |              | Avocat                                                                                                  |
| 1829                                     | 1833                  | Nicolas Vallery        |              | |
| 1833                                     | 1846                  | Nicolas Pion           |              | |
| 1846                                     | 1853                  | Antoine Legrand        |              | |
| 1853                                     | 1860                  | Jean Delamarre         |              | 1856 : édification de la mairie actuelle                                                                |
| 1860                                     | 1876                  | Claire-Placide Bonnet  |              | |
| 1876                                     | 1888                  | Ernest Vallée          |              | |
| 1896                                     | 1900                  | Henri Bertout          |              | |
| 1888                                     | 1896                  | Auguste Legrand        |              | |
| 1900                                     | 1906 (démission)      | Eugène Senet           |              | |
| 1906                                     | 1912                  | Charles Tréheux        |              | |
| 1912                                     | 1925                  | Victor Emile Dubois    |              | |
| 1925                                     | 1929                  | Auguste Roy            |              | |
| 1929                                     | 1941                  | Elie Urbin             |              | |
| 1941                                     |                       | Louis Rodier           |              | |
| 1946                                     | mars 1963 (démission) | Louis Malassigné       |              | Cadre administratif Suppléant du député Jean Drouot-L'Hermine (1958 → 1962)                             |
| mai 1963                                 | mars 1977             | Louis Champeix         | SE           | Adjoint au maire (1961 → 1963) 1971-1972 : grands travaux de réfection et d'agrandissement de la mairie |
| mars 1977                                | mars 1983             | Jean Mussigmann        | Écologiste   | Architecte, ingénieur et professeur à l'ENSBA                                                           |
| mars 1983                                | mars 1989             | Damien Lepoutre        | RPR          | |
| mars 1989                                | mars 2001             | Amour Quijoux          | DVD-UDF      | |
| mars 2001                                | mars 2008             | Jean-Pierre Houllemare | RPR puis UMP | Responsable de banque, maire honoraire                                                                  |
| mars 2008                                | juillet 2020          | Joël Mancel            | DVD-UMP      | Retraité de la fonction publique 3e vice-président de la CA des Deux Rives de Seine                     |
| juillet 2020                             | En cours              | Cédric Aoun            | SE           | Professeur d'informatique en lycée                                                                      |
| Les données manquantes sont à compléter. |                       |                        |              | |

### Intercommunalité
À partir de 1er janvier 2006, les communes d’Andrésy, Carrières-sous-Poissy, Chanteloup-les-Vignes, Chapet, Triel-sur-Seine et Verneuil-sur-Seine s'étaient réunies avec des ambitions communes, un projet de vie et des moyens accrus, au profit de 65 000 citoyens.
Le 1er janvier 2009, la communauté d'agglomération des Deux Rives de la Seine est créée. Le 1er janvier 2012, elle intègre six nouvelles communes. Elle est désormais composée d'Andrésy, Carrières-sous-Poissy, Chanteloup-les-Vignes, Chapet, Triel-sur-Seine et Verneuil-sur-Seine, et des communes des Alluets-le-Roi, Médan, Morainvilliers, Orgeval, Vernouillet et Villennes-sur-Seine.
Dans le cadre des prescriptions de la  loi de modernisation de l'action publique territoriale et d'affirmation des métropoles (loi MAPAM), qui prescrit la constitution d'intercommunalités de taille importante en seconde couronne parisienne afin de pouvoir dialoguer avec la métropole du Grand Paris, dont la création était prévue par cette même loi, la  communauté d'agglomération des Deux Rives de la Seine fusionne avec ses voisines pour créer, le 1er janvier 2016, la communauté urbaine  dénommée Grand Paris Seine et Oise. Son siège est situé à Aubergenville.

### Jumelages
Seligenstadt (Allemagne), située dans la banlieue sud-est de Francfort-sur-le-Main, jumelage depuis 1967. Le jumelage Triel-Seligenstadt a été élu « Jumelage emblème de l'amitié franco-allemande » en juin 2013. En 2017 ont été fêtés les 50 ans de jumelage. À l’occasion une visite de la ville de Seligenstadt par le maire de la ville de Triel-sur-Seine (Joël Mancel) a été organisée par l'Amitié Européenne de Triel.
 Leatherhead (Royaume-Uni), située dans la banlieue sud de Londres, jumelage depuis 2004.
| Ville | Ville        | Pays | Pays        |
| ----- | ------------ | ---- | ----------- |
|       | Leatherhead  |      | Royaume-Uni |
|       | Seligenstadt |      | Allemagne   |

## Population et société

### Démographie

#### Évolution démographique
L'évolution du nombre d'habitants est connue à travers les recensements de la population effectués dans la commune depuis 1793. Pour les communes de plus de 10 000 habitants les recensements ont lieu chaque année à la suite d'une enquête par sondage auprès d'un échantillon d'adresses représentant 8 % de leurs logements, contrairement aux autres communes qui ont un recensement réel tous les cinq ans,.

En 2022, la commune comptait 12 386 habitants, en évolution de +4,66 % par rapport à 2016 (Yvelines : +2,72 %, France hors Mayotte : +2,11 %).
| 1793  | 1800  | 1806  | 1821  | 1831  | 1836  | 1841  | 1846  | 1851  |
| ----- | ----- | ----- | ----- | ----- | ----- | ----- | ----- | ----- |
| 1 784 | 1 984 | 1 838 | 1 716 | 1 809 | 1 917 | 1 880 | 1 975 | 1 921 |

| 1856  | 1861  | 1866  | 1872  | 1876  | 1881  | 1886  | 1891  | 1896  |
| ----- | ----- | ----- | ----- | ----- | ----- | ----- | ----- | ----- |
| 1 954 | 2 153 | 2 290 | 2 266 | 2 351 | 2 446 | 2 550 | 2 681 | 2 632 |

| 1901  | 1906  | 1911  | 1921  | 1926  | 1931  | 1936  | 1946  | 1954  |
| ----- | ----- | ----- | ----- | ----- | ----- | ----- | ----- | ----- |
| 2 799 | 3 029 | 3 130 | 3 042 | 3 320 | 3 680 | 3 678 | 3 672 | 4 499 |

| 1962  | 1968  | 1975  | 1982  | 1990  | 1999   | 2006   | 2011   | 2016   |
| ----- | ----- | ----- | ----- | ----- | ------ | ------ | ------ | ------ |
| 4 766 | 5 635 | 6 944 | 7 882 | 9 615 | 11 097 | 11 834 | 11 549 | 11 834 |

| 2021   | 2022   | - | - | - | - | - | - | - |
| ------ | ------ | - | - | - | - | - | - | - |
| 12 388 | 12 386 | - | - | - | - | - | - | - |

#### Pyramide des âges
En 2018, le taux de personnes d'un âge inférieur à 30 ans s'élève à 38,9 %, soit au-dessus de la moyenne départementale (38 %). À l'inverse, le taux de personnes d'âge supérieur à 60 ans est de 19,7 % la même année, alors qu'il est de 21,7 % au niveau départemental.
En 2018, la commune comptait 5 994 hommes pour 6 087 femmes, soit un taux de 50,38 % de femmes, légèrement inférieur au taux départemental (51,32 %).
Les pyramides des âges de la commune et du département s'établissent comme suit.
| Hommes | Classe d’âge | Femmes |
| ------ | ------------ | ------ |
| 0,1    | 90 ou +      | 1,1    |
| 4,8    | 75-89 ans    | 6,1    |
| 13,3   | 60-74 ans    | 13,9   |
| 20,6   | 45-59 ans    | 22,0   |
| 19,5   | 30-44 ans    | 20,9   |
| 18,5   | 15-29 ans    | 16,0   |
| 23,2   | 0-14 ans     | 20,1   |

| Hommes | Classe d’âge | Femmes |
| ------ | ------------ | ------ |
| 0,6    | 90 ou +      | 1,4    |
| 6      | 75-89 ans    | 7,8    |
| 13,5   | 60-74 ans    | 14,8   |
| 20,7   | 45-59 ans    | 20,1   |
| 19,6   | 30-44 ans    | 19,9   |
| 18,5   | 15-29 ans    | 16,8   |
| 21,2   | 0-14 ans     | 19,2   |

### Enseignement
La commune relève de l'académie de Versailles. Les écoles sont gérées par l’inspection générale de l'inspection départementale de l’Éducation nationale de Versailles. La circonscription fait partie du bassin d'éducation et de formation de Carrières sous Poissy.
En 2009, la ville comptait 1281 élèves en écoles publiques et 248 en école privée dans le premier degré.
La ville regroupe :
- quatre écoles maternelles : René-Pion (115 enfants), les Châtelaines (170 enfants), les groupes scolaires Jean-de-la-Fontaine (80 enfants) et Camille-Claudel (78 enfants) ;
- cinq écoles élémentaires : les groupes scolaires Jean-de-la-Fontaine (192 enfants) et Camille-Claudel (103 enfants), l’Hautil (41 enfants), les Hublins (261 enfants) et Jules-Verne (250 enfants) ;
- une école privée : l’école Notre-Dame (91 enfants en maternel, 157 enfants en élémentaire),
- un collège public : Les Châtelaines.
- Les établissements d'enseignement secondaire sont situés à Poissy, à Verneuil-sur-Seine et à Saint-Germain-en-Laye (dont le lycée international). Les établissements universitaires sont situés à Paris, Cergy-Pontoise, et Versailles Saint-Quentin-en-Yvelines.

### Manifestations culturelles et festivités
La Fête du flan, fondée par le maire Amour Quijoux, a lieu chaque année en bord de Seine. Il s'agit d'un vide-grenier organisé par la mairie le dernier week-end du mois de septembre. Les boulangeries de la ville ont à cette occasion plusieurs stands sur lesquels il est possible de consommer du flan. La ville est entrée dans le livre Guinness des records en 1995 pour avoir réalisé le plus grand flan au monde (5,10 m de diamètre). Dès lors, cette pâtisserie est devenue la mascotte de l'événement, alors même que l'appellation « fête du flan » n'y faisait pas référence. Initialement, son nom vient de l'expression « vendre au flan », c'est-à-dire au bluff. Elle avait donc vocation à être une brocante à laquelle aujourd'hui un grand nombre de particuliers participent, venant même des villes voisines.
Le mariage de Véronique Sanson (habitante de Triel-sur-Seine) avec Pierre Palmade fut célébré dans l'église de Triel-sur-Seine en 1995.
De 2009 à 2014 se tenait un festival de métal/rock, le triel open air (anciennement Thunderfest). Ce festival était organisé par l'association « Esprit rock ».
Une place de marché a été inaugurée en 2021 sur les bords de Seine, avec un marché hebdomadaire le samedi matin et plusieurs événements festifs s'y déroulant dans l'année.

### Santé
La ville dépend du Centre hospitalier intercommunal de Poissy-Saint-Germain-en-Laye. Celui-ci fonctionne sur deux sites (Poissy pour les urgences et Saint-Germain-en-Laye pour les consultations de jour), avec 1600 lits et 4000 soignants et constitue ainsi le plus important établissement public de santé d'Île-de-France après l'Assistance publique - hôpitaux de Paris.
Le centre de secours le plus proche du Service départemental d'incendie et de secours est situé à Chanteloup-les-Vignes.

### Sports

#### Équipements sportifs
Triel-sur-Seine dispose notamment d'un complexe sportif évolutif couvert (COSEC), le complexe sportif Maurice-Solleret offrant notamment une salle omnisports équipées de tribunes, un gymnase et une halle de tennis.
La ville possède de nombreux terrains de tennis et un centre équestre La Petite Cavalerie, elle bénéficie également de la proximité des activités sportives des villes voisines comme le golf de Villennes-sur-Seine, les piscines de Verneuil-sur-Seine et d'Andrésy et les nombreux centres équestres avoisinants.
La commune est proche de la base de plein air et de loisirs de Val-de-Seine, ouverte chaque année de mai à septembre. Dédiée aux sports et aux loisirs, cette base s'étend sur 260 ha, aménagés en bord de Seine de bois et de verdure, d'étangs et de plans d'eau sur les communes voisines de Verneuil-sur-Seine et les Mureaux.

#### Évènements sportifs
Chaque année la commune organise début septembre, depuis 1998, les « foulées trielloises », courses pédestres hors-stade de 2, 5 et 10 km, inscrites au « Challenge des Yvelines ».

### Sécurité
Selon les statistiques de l'Observatoire national de la délinquance et des réponses pénales, le nombre de crimes et délits commis à Triel-sur-Seine et ses environs en 2014 était de 34,72 pour 1 000 habitants, un nombre dans la moyenne départementale (34,59) mais considérablement inférieur aux moyennes régionale (54,45) et nationale (44,27).
La ville dispose d'une police municipale (armée depuis 2017), qui comptait 5 policiers et 2 ASVP en 2019. La municipalité entendait faire monter ces effectifs à 12 policiers et 3 ASVP avant le 1er avril 2021. Depuis 2001, les forces de police municipale de Triel-sur-Seine sont associées à celles de Verneuil-sur-Seine (5 policiers et 3 ASVP en 2019) et de Vernouillet (3 policiers en 2019) dans le cadre du syndicat intercommunal à vocation unique pour le commissariat de police du canton de Triel-sur-Seine (SIVUCOP) qui gère le système de vidéosurveillance commun aux trois communes. Cependant, le 18 février 2021, le conseil municipal de Triel-sur-Seine prend, à l'initiative du maire Cédric Aoun, la décision de se retirer du SIVUCOP en raison de son coût et de son inefficacité. Pendant longtemps, la police municipale de Triel-sur-Seine était domiciliée dans des locaux exigus (50 m2) au 10 rue de l’Hautil avant d'emménager dans un commissariat (aménagé entre juin et octobre 2020 au prix de 350 000 euros) plus spacieux (300 m2) en novembre 2020. Son inauguration officielle, annulée par le second confinement, était censée se dérouler en présence du ministre de l'Intérieur Gérald Darmanin.

## Économie

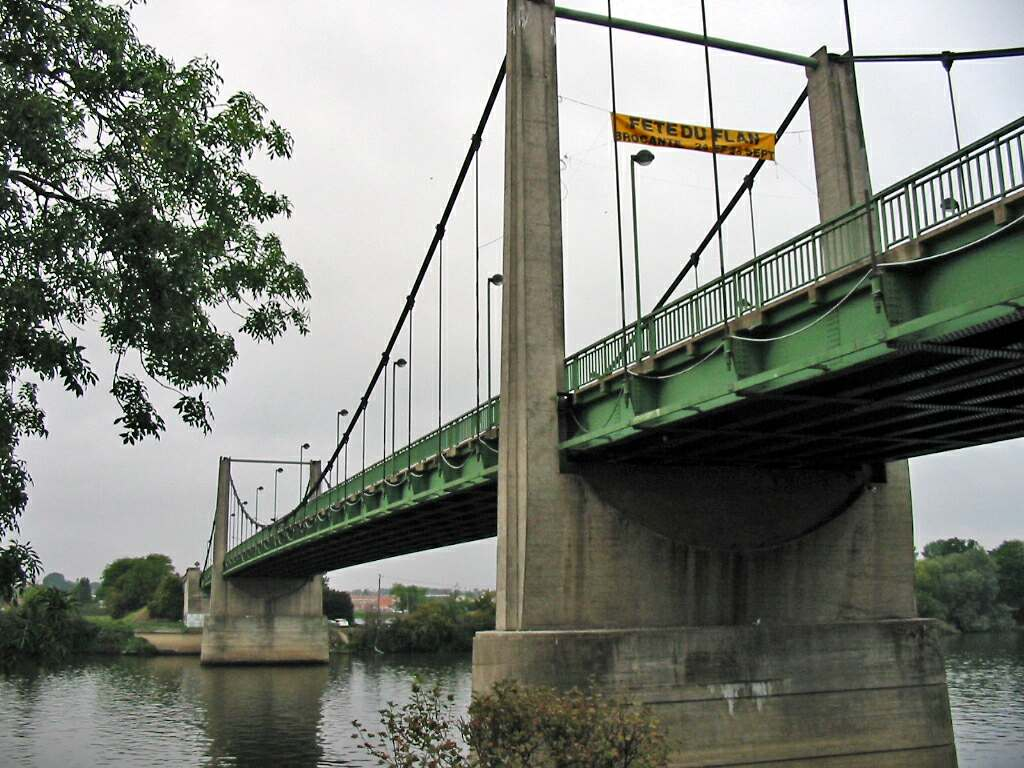
Le pont suspendu reconstruit en 1956.

La commune de Triel-sur-Seine est essentiellement résidentielle. De part et d'autre de la rue Paul-Doumer, au centre de la ville, on trouve cependant quelques commerces, dont le nombre va déclinant d'année en année. Les boutiques traditionnelles laissent peu à peu place à des banques, ou des agences immobilières et des salons de coiffure ou d'esthétique quand elles ne sont pas tout simplement laissées vacantes. Certains imputent la responsabilité de ce phénomène à l'incapacité des pouvoirs locaux à rendre la ville plus attractive notamment en facilitant le stationnement ; d'autres à la récente (2001) implantation d'un petit supermarché (Simply Market) au centre-ville et du supermarché à Vernouillet, ville de l'autre côté de la Seine.

## Culture locale et patrimoine

### Monuments historiques

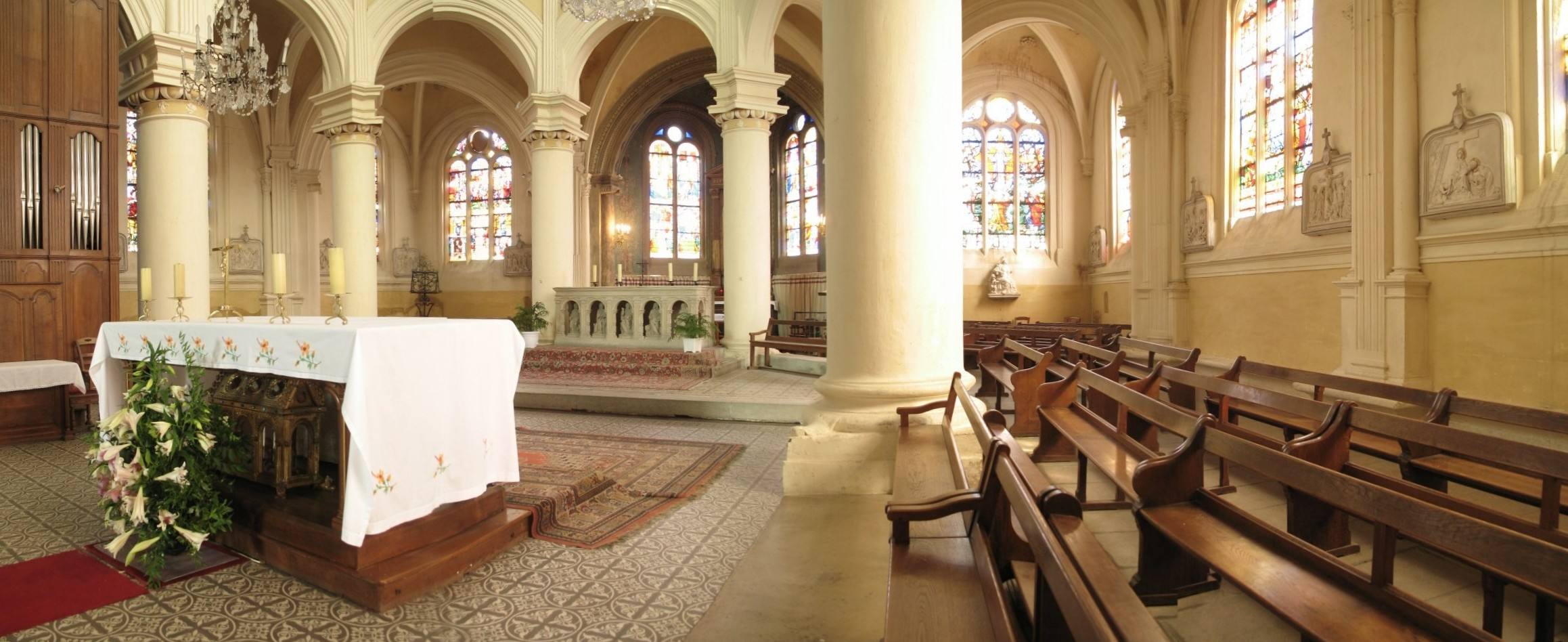
Le chœur de l'église Saint-Martin de Triel. (juin 2006).

Triel-sur-Seine compte deux monuments historiques sur son territoire.
- L'église Saint-Martin (classée monument historique par liste de 1862[44]) : C'est un vaste édifice issu de quatre époques différentes. En raison des agrandissements successifs entre la fin du XVe siècle et le milieu du XVIe siècle, le plan est devenu très complexe, et la nef gothique du second quart du XIIe siècle ne représente plus qu'une partie infime de la superficie totale. À l'origine, est une église d'un plan cruciforme régulier. Les voûtes de son vaisseau central s'effondrent probablement au bout de deux générations, ce qui motive la reconstruction des parties hautes au début du XIVe siècle. Elles se caractérisent par un triforium de style gothique rayonnant particulièrement élégant. L'église conserve toutefois le défaut d'un vaisseau central et d'un transept trop étroits, et les habitants y remédient à la fin du XVe siècle en équipant l'église d'un second bas-côté sur tout son flanc sud, et d'une grande chapelle de deux vaisseaux au nord du transept et du chœur. Ces parties sont de style gothique flamboyant, et plus soignées et plus homogènes à l'extérieur qu'à l'intérieur, où le raccordement avec les parties anciennes est malaisé. Sous le règne de Henri II, l'église gothique ne répond plus aux exigences, et l'on décide de la rebâtir dans le style de la  Renaissance. Le chantier commence par la construction d'un nouveau chœur à l'est de l'ancien, plus large et muni d'un déambulatoire, quoique moins élevé. Mais les travaux ne vont pas plus loin, et l'église gothique est conservée. Le chœur Renaissance est remarquable pour son architecture bien étudié sans aucun excès d'ornementation, qui est nettement en avance par rapport à son époque. Des particularités sont le passage d'une rue sous la première travée, et la présence d'une crypte en hémicycle sous le déambulatoire. Une richesse particulière représentent les treize grandes verrières de la Renaissance[45].
- La chapelle Sainte-Anne, 53 rue Charles-Dupuy (inscrite monument historique par arrêté du 11 décembre 2013[46]) : cette chapelle du premier quart du XIIe siècle constitue le dernier vestige en élévation des bâtiments hospitaliers qui se sont succédé sur le site, et se distingue par la présence de deux piliers à chapiteaux romans situés entre la nef et le chœur. Il s'agit d'une propriété privée non accessible au public[46].
- Le château de la Tour a été construit en 1900. C'est devenu le siège de l'Observatoire de Triel-sur-Seine, installé en 1973.

### Autres éléments du patrimoine
- Chapelle Sainte-Jeanne-d'Arc : édifice en briques érigé en 1953 ;
- Pont suspendu, construit en 1956 ;
- Château de la Tour : grande demeure construite en 1900, acquise par la commune en 1955, et siège d'un observatoire astronomique installé en 1973 : l'observatoire de Triel-sur-Seine ;
- Le « Parc aux étoiles », installé dans le parc du château de la Tour, présente une exposition permanente sur l'astronomie et l'exploration spatiale[47] ;
- Château de Triel, aujourd'hui disparu dont il reste néanmoins les caves réparties sur trois niveaux ;
- Chantier nautique Malard, créé par Victor Malard en 1896 ; destiné à la réparation et l'entretien des bateaux de plaisance[48].

### Climat
Pour des articles plus généraux, voir Climat de l'Île-de-France et Climat des Yvelines.
En 2010, le climat de la commune est de type climat océanique dégradé des plaines du Centre et du Nord, selon une étude du CNRS s'appuyant sur une série de données couvrant la période 1971-2000. En 2020, Météo-France publie une typologie des climats de la France métropolitaine dans laquelle la commune est dans une zone de transition entre le climat océanique et le climat océanique altéré et est dans la région climatique  Sud-ouest du bassin Parisien, caractérisée par une faible pluviométrie, notamment au printemps (120 à 150 mm) et un hiver froid (3,5 °C).
Pour la période 1971-2000, la température annuelle moyenne est de 11,2 °C, avec une amplitude thermique annuelle de 14,7 °C. Le cumul annuel moyen de précipitations est de 697 mm, avec 12,1 jours de précipitations en janvier et 7,8 jours en juillet. Pour la période 1991-2020, la température moyenne annuelle observée sur la station météorologique la plus proche, située sur la commune de Boissy-l'Aillerie à 10 km à vol d'oiseau, est de 11,2 °C et le cumul annuel moyen de précipitations est de 635,8 mm,. Pour l'avenir, les paramètres climatiques de la commune estimés pour 2050 selon différents scénarios d'émission de gaz à effet de serre sont consultables sur un site dédié publié par Météo-France en novembre 2022.

## Urbanisme

### Typologie
Au 1er janvier 2024, Triel-sur-Seine est catégorisée grand centre urbain, selon la nouvelle grille communale de densité à sept niveaux définie par l'Insee en 2022.
Elle appartient à l'unité urbaine de Paris, une agglomération inter-départementale regroupant 407  communes, dont elle est une commune de la banlieue,,. Par ailleurs la commune fait partie de l'aire d'attraction de Paris, dont elle est une commune du pôle principal,. Cette aire regroupe 1 929 communes,.

### Occupation des sols
Le tableau ci-dessous présente l'occupation des sols de la commune en 2018, telle qu'elle ressort de la base de données européenne d’occupation biophysique des sols Corine Land Cover (CLC).
| Type d’occupation                                              | Pourcentage | Superficie (en hectares) |
| -------------------------------------------------------------- | ----------- | ------------------------ |
| Tissu urbain discontinu                                        | 29,7 %      | 408                      |
| Zones industrielles ou commerciales et installations publiques | 2,4 %       | 33                       |
| Extraction de matériaux                                        | 7,7 %       | 106                      |
| Décharges                                                      | 1,8 %       | 25                       |
| Équipements sportifs et de loisirs                             | 0,4 %       | 5                        |
| Prairies et autres surfaces toujours en herbe                  | 4,2 %       | 58                       |
| Systèmes culturaux et parcellaires complexes                   | 10,1 %      | 139                      |
| Forêts de feuillus                                             | 30,2 %      | 415                      |
| Landes et broussailles                                         | 2,5 %       | 35                       |
| Cours et voies d'eau                                           | 7,3 %       | 100                      |
| Plans d'eau                                                    | 3,7 %       | 51                       |
| Source : Corine Land Cover                                     |             |                          |

### Morphologie urbaine
Depuis la fin du XIXe siècle jusqu'à la Seconde Guerre mondiale, l'implantation d'une bourgeoisie opulente fait de la commune une ville très résidentielle comme en témoignent les nombreuses villas :
- La villa Stieldorf, villa de style normand habitée par Guy de Maupassant entre 1881 et 1889[62];
- La villa Les Framboisiers, villa louée de 1892 à 1895 par Émile Zola pour y loger sa maîtresse Jeanne Rozerot, la mère de ses deux enfants[63];
- L'ancienne maison Senet, construite pour celui qui fut maire de 1900 à 1906 ; cette villa de "style 1900" comporte quatre niveaux, est flanquée de deux pavillons, et sa toiture est agrémentée de deux lucarnes à fronton triangulaire. Une  frise décorative en brique orne la façade au-dessus des baies. Longtemps inoccupée, la propriété fut achetée en 1983 par la  ville de Triel-sur-Seine et aménagée en 1989 en centre socio-culturel[64];
- La maison Le Castellet, bâtie sur la rive gauche de la Seine[65].

On trouve également de nombreux domaines résidentiels privés, sur le modèle des gated communities, tels que :
- le domaine de Cheverchemont, nom de la maison que se fit construire en 1909 Octave Mirbeau  et que sa veuve voulut transformer en 1919 en lieu de villégiature pour les écrivains et artistes maltraités par le sort ;
- le domaine de l'Hermitage.

### Équipements culturels
- La bibliothèque municipale, créée en 1981, se situe  dans l'espace Senet. Elle offre un fonds de plus de 30 700 ouvrages dans des domaines très variés.
- L'espace jeunes Senet.
- Le théâtre Octave-Mirbeau propose chaque année une saison complète de théâtre et de musique. La troupe des Comédiens de la Tour y est en résidence depuis de nombreuses années.

### Triel-sur-Seine et le cinéma
Triel-sur-Seine apparaît dans plusieurs films :
- Ces messieurs de la famille, comédie réalisée par Raoul André en 1967 avec Francis Blanche et Michel Serrault
- Police Python 357, policier réalisé par Alain Corneau en 1976 avec Yves Montand et Simone Signoret
- Les Chiens, thriller réalisé par Alain Jessua en 1979 avec Gérard Depardieu et Victor Lanoux
- Les Démons de Jésus, comédie dramatique réalisée par Bernie Bonvoisin en 1997 avec Thierry Frémont et Nadia Farès
- La Dégustation, comédie romantique réalisée par Ivan Calbérac en 2022 avec Isabelle Carré et Bernard Campan

### Personnalités liées à la commune
- Amédée de Bast (1795-1892), militaire et homme de lettres ;
- Henri-Auguste Burdy (1833-1911) sculpteur et graveur a vécu au 9 de la rue Trousseline ;
- Jeanne Adèle Burdy (1868-1931), artiste peintre ;
- Georges Henri Burdy (1871-1908), artiste peintre ;
- Marguerite-Valentine Burdy (1874-1964), artiste peintre ;
- Micheline Dax (1924-2014), actrice et chanteuse, a habité pendant quelques années une villa sur les hauteurs de Triel ;
- Catherine Delachanal (1952), athlète du sprint et plusieurs fois championne et recordwoman de France dans les années 1970, est née à Triel.
- Perrette Dufour (1618-1688), fut la nourrice de Louis XIV, elle se vit offrir par lui une maison dans l'actuelle rue Paul-Doumer, et une partie des bois de l'Hautil, appelée depuis Bois de la Nourrice ;
- Marie Fortunée d'Este-Modène (1731-1803), princesse de Modène puis princesse de Conti, obtint le château de Triel en 1781, où elle résidait à la belle saison ;
- Alberto Giacometti (1901-1966), sculpteur et peintre, habitat Pissefontaine, où il avait installé son atelier 6 rue aux Dames, dans un corridor lumineux entre deux maisons[66];
- Marcel Isy-Schwart (1917-2012), aventurier et réalisateur, Triel d'Or 2002[67].
- François de La Bastie, receveur des Finances de Louis XV se fit bâtir une demeure sur près d'un hectare ;
- José-André Lacour (1919-2005), romancier et dramaturge belge, auteur de L'Année du bac et adaptateur de la pièce de Herman Wouk Ouragan sur le Caine, vécut à Triel-sur-Seine dans les années 1950-1960, dans une jolie propriété de Cheverchemont proche de celle d'Octave Mirbeau ;
- Pierre Lefaucheux (1898-1955), président de Renault ;
- Jean-Marie Lucas-Dubreton (1883-1972), historien napoléonien est décédé dans cette commune.
- Guy de Maupassant (1850-1893), écrivain et journaliste, a vécu à Triel rive droite, en bordure de la Seine. Lassé de l’effervescence touristique que provoque l’exposition universelle et la tour Eiffel, Maupassant cherche un endroit calme et tranquille mais tout de même proche de Paris. À Triel-sur-Seine, il y trouve la villa Stieldorf, où il séjournera durant ses étés et se passionnera pour le canotage. La réplique de sa barque « Madame » a été réalisée par l’association Sequana de Chatou, spécialisée dans la restauration et la préservation de bateau ;
- Octave Mirbeau (1848-1917), écrivain, critique d'art et journaliste fit construire en 1909 une maison au lieudit Cheverchemont, où il écrivit ses derniers livres ; le théâtre local lui a été dédié ;
- La Belle Otero (1868-1965), une des grandes courtisanes du début du siècle, y résida de 1921 à 1926 ;
- Charles Pourriol (1871-1910), dessinateur, y est mort ;
- Émile Prud'homme (1913-1974), accordéoniste et chef d'orchestre[68].
- Jeanne Rozerot (1867-1914), fut la maîtresse, la mère de ses enfants et l'égérie d'Émile Zola. Ce dernier l'installa quelque temps à Triel-sur-Seine à proximité de sa résidence personnelle à Médan ;
- Véronique Sanson (1949), chanteuse, habite Triel rive gauche depuis le début des années 1980 ;
- Jean-Paul Trachier (1925-2007), journaliste et astronome, fit construire un observatoire astronomique, dans le parc de l'Hautil ;